# Guard Camel Corps
Il Guards Camel Corps (Corpo cammellato della Guardia) fu un'unità di formazione delle truppe coloniali britanniche partecipanti alla campagna in Sudan del 1884-1885, fu la prima unità britannica a raggiungere Kartoum il 26 gennaio 1885, due giorni dopo la caduta della città in mano ai dervisci e la morte di Charles George Gordon.

## La situazione in Egitto
Nel kedivato di Egitto (che, all'epoca, comprendeva anche l'attuale Sudan) il kedivè Isma'il Pascià portò la situazione finanziaria al tracollo, per tale motivo le potenze europee installarono nel paese una commissione di controllo, nell'ambito della quale la Gran Bretagna praticamente prese immediatamente il controllo di tutta l'economia e di tutto l'apparato statale (fisco, ferrovie e telegrafi) egiziano. Ismail Pascià si ribellò all'usurpazione economica straniera e fu costretto ad abdicare il 26 giugno 1879 da Gran Bretagna e Francia. Al suo posto fu nominato kedivè il figlio Tawfiq, che abbandonò gli interessi dell'Egitto nelle mani della commissione, preoccupato unicamente di riuscire a ripagare il debito pubblico, per la massima parte in mani straniere. Un tentativo di colpo di Stato da parte dell'esercito, guidato da Arabi Pascià fu represso nel 1882 con l'occupazione militare solamente britannica dell'Egitto, dato che la Francia si era ritirata dalla commissione di controllo.
La situazione era percepita da parte della popolazione come una cessione dello stato, fino allora provincia autonoma mussulmana, alle potenze cristiane, nella fattispecie la Gran Bretagna e ciò, unito alle riduzioni delle guarnigioni nel Sudan, dovute ai tagli nel bilancio statale, diede esca alla rivolta del Mahdi, iniziata nel 1881.
Il Sudan era stato acquisito nella sfera d'influenza egiziana dal nonno di Isma'il Pascià, Mehemet Ali, nel 1822, e questi aveva fondato, alla confluenza fra il Nilo Bianco ed il Nilo Azzurro, la città di Kartoum che, nel 1876, contava già 40 000 abitanti. Il governo egiziano aveva migliorato le condizioni di vita nel Sudan, portando ad uno stato di relativa stabilità economica e politica, tuttavia la popolazione ricordava ancora la conquista, avvenuta sessanta anni prima, con grande spargimento di sangue.

## La rivolta mahdista
Quando però lo stato perse la guida energica di Isma'il e, per la mancanza del suo appoggio, il governatore Gordon si dimise, i legami con l'Egitto si sciolsero, e tutte le categorie di persone che avevano perso influenza con l'avvento del regime di Isma'il furono pronte a ribellarsi per tornare ai tempi passati. In questa situazione si affermò la personalità di Muhammad Ahmad, un darwīsh (derviscio) nubiano, che, proclamatosi mahdi nel luglio 1881, richiese al governatore del Sudan di assoggettarsi alla sua volontà, in quanto interprete della volontà divina. La sua prima richiesta politica fu di cancellare ogni forma di debito o tassa. Essendo fallito ogni tentativo di mediazione fra il governatore ed il mahdi, in agosto iniziarono le ostilità, che si risolsero in una serie di insuccessi, soprattutto perché la maggior parte delle truppe disertò passando al servizio del mahdi. Tuttavia, nei due anni successivi, i ribelli subirono una serie di gravi disfatte, però senza che gli egiziani riuscissero ad ottenere una vittoria decisiva, sebbene fossero supportati anche da ufficiali turchi. Già nel gennaio del 1883 le forze del mahdi occupavano la città di El Obeid, capitale del Kordofan e la città più grande ad ovest del Nilo, che divenne subito la sua capitale e la sua base di operazioni. La resistenza egiziana continuò fino al richiamo dell'energico governatore Abd-el-Kader, e la sua sostituzione con un altro governatore che assegnò il comando dell'esercito a un generale dell'esercito indiano, Hicks Pascià. Questi, dopo aver sconfitto le forze del Mahdi ad est del Nilo, ebbe l'ordine di rioccupare El Obeid, ma, spostatosi ad ovest del Nilo con scorte d'acqua insufficienti, scomparve letteralmente con undicimila uomini, le ultime notizie furono del 25 settembre, nei primi giorni di novembre tutto l'esercito fu annientato quando era ancora a due giorni di marcia da El Obeid. Tre giorni dopo un luogotenente del Mahdi distruggeva a Tokar, sulle coste del Mar Rosso, un'altra forza egiziana guidata dal console britannico a Suakim, colonnello Moncrieff.
Di fronte a questa situazione il primo ministro britannico, Gladstone, aveva ritenuto opportuno studiare una exit strategy dall'Egitto, promettendo il ritiro delle forze britanniche dall'Egitto in un discorso del 9 novembre 1883. Ma già il 20 novembre, in seguito all'annientamento in Sudan delle armate di Hicks Pascià e del Console Moncrieff, era costretto a far tornare al Cairo le truppe già trasferite ad Alessandria per reimbarcarsi.
Una spedizione con base a Suakim, condotta dal generale Graham con truppe britanniche nel marzo 1884, portò ad alcuni successi militari, ma fu costretta a ritirarsi, avendo constatato l'impossibilità di tenere sotto pressione gli indigeni nel deserto.

## L'assedio di Kartoum

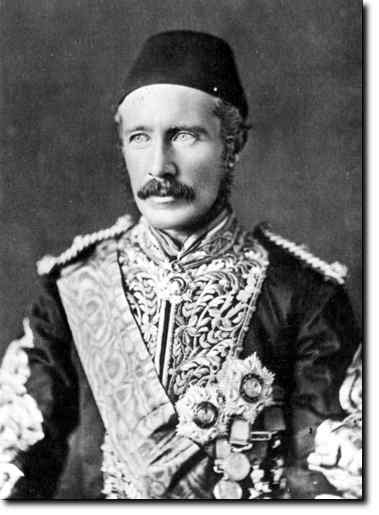
Ritratto di Gordon Pascià

Gordon Pascià (o Gordon il Cinese, come indicato in alcuni testi) aveva stabilito nel periodo fra il 1874 ed il 1879, in cui era stato governatore del Sudan per conto di Isma'il Pascià, una rete di guarnigioni egiziane connesse al Cairo via telegrafo per tenere sotto controllo la provincia. Con la distruzione delle forze egiziane regolari in Sudan rimanevano solo le guarnigioni per mantenere il controllo sul territorio, mentre il governo britannico riteneva consigliabile abbandonare il territorio oltre la prima cateratta del Nilo. A questa soluzione si oppose Gordon, che fece notare che la presenza di 6000 uomini a Kartoum imponeva di impedire che essi fossero sterminati dal mahdi. La mossa del governo britannico fu di inviare lo stesso Gordon nella città per difenderla fino all'arrivo di una colonna di soccorso. Gordon ricevette l'ordine il 18 gennaio 1884 e immediatamente abbandonò Londra per tornare in Egitto.
Il 18 febbraio Gordon raggiunse Kartoum, tentando approcci col mahdi per cercare di addivenire ad un compromesso, approcci sdegnosamente respinti dal destinatario che "non voleva investiture dagli infedeli". Intanto i tentativi di portare soccorso a Sinkat e Tokar si erano conclusi in due disastri per gli egiziani (ed i britannici).
Le azioni di Graham a Suakim portarono come conseguenza un crollo delle speranze di un accordo pacifico ed una recrudescenza degli attacchi mahdisti, che portò praticamente Kartoum in prima linea. Gordon, conscio che la città non avrebbe potuto resistere per molti mesi, cominciò ad inviare urgenti richieste per una colonna di soccorso con truppe britanniche o indiane o turche. L'opinione pubblica britannica, informata della situazione, cominciò a premere per l'invio di una spedizione di salvataggio e soccorso.
Il 16 marzo Gordon tentò una sortita contro il mahdi, ma venne respinto a pochi chilometri da Kartoum, in seguito alla defezione di due capi tribù. A metà maggio i dervisci, avendo attraversato il Nilo, riuscivano a fortificarsi a un solo miglio dall'angolo sud-orientale delle fortificazioni di Kartoum. Il 26 maggio i dervisci catturavano Berber, chiudendo definitivamente le comunicazioni con Suakim. Gordon riuscì a distruggere Berber nel settembre dopo aspri combattimenti, senza tuttavia avere la possibilità di tenere la posizione, quindi fu costretto a rientrare entro Kartoum. Intanto il 15 settembre le truppe del mahdi avevano tagliato tutte le comunicazioni fra Kartoum ed il resto del mondo.

## La colonna di soccorso

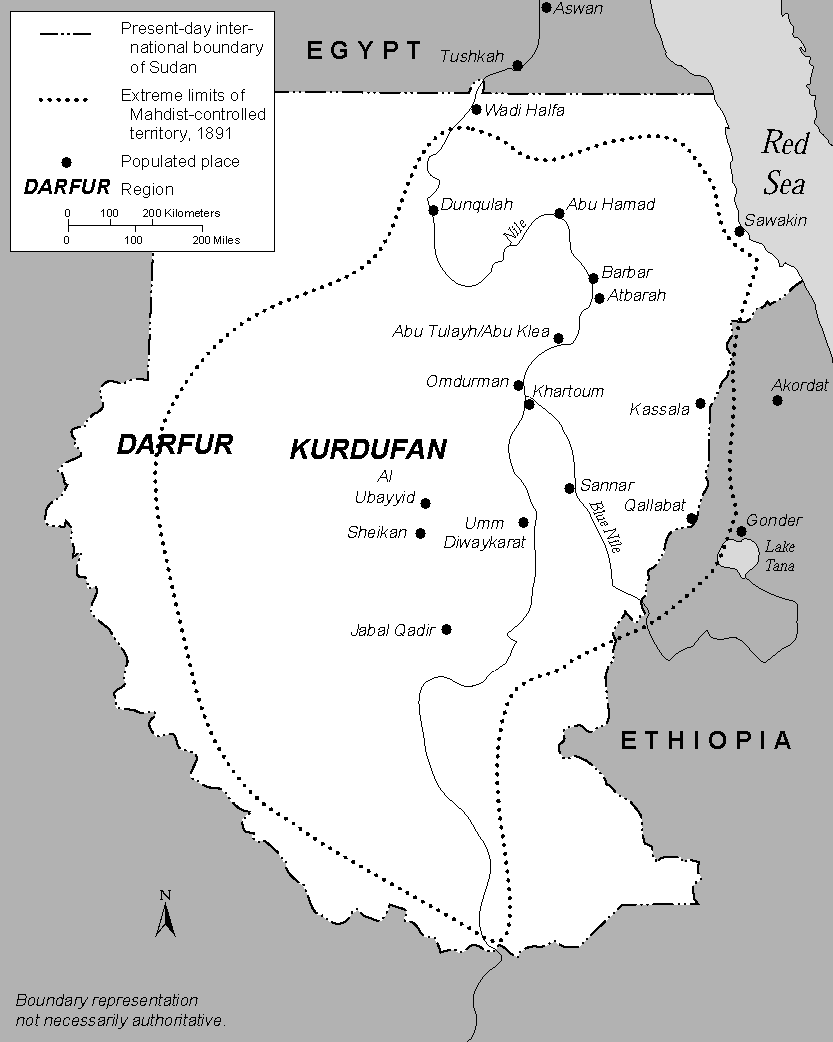
I territori del Sudan controllati dal mahdi

La campagna iniziò nell'autunno 1884 con la creazione di un corpo cammellato composto da quattro "regiments", con il compito specifico do portare soccorso a Kartoum e di permettere l'evacuazione della popolazione civile. Al comando della colonna era il generale Lord Wolseley. Il corpo fu reclutato in parte a Dongala (Royal Sussex Regiment e Mounted Infantry) ed in parte da volontari provenienti dalla madrepatria. In Egitto il Corpo Cammellato fu organizzato il 26 ottobre 1884 su quattro reggimenti.
- Il "Guards Camel Regiment" (Reggimento cammellato della guardia) su 23 ufficiali e 403 uomini[31] era composto da personale proveniente da 1st, 2nd e 3rd Grenadiers, 1st e 2nd Coldstream Guards, 1st e 2nd Scots Guards, e da una compagnia (10th RMLI) Royal Marine Light Infantry
- L'"Heavy Camel Regiment" (Reggimento cammellato pesante) su 24 ufficiali e 430 uomini comprendeva personale proveniente dal 1st e 2nd Life Guards Regiment, dal Royal Horse Guards, dal 2nd, 4th e 5th Dragoons Guards, 1st Royal Dragoons, 1st e 2nd Royal Scot Greys, 5th e 16th Lancers[32]
- Il "Light Camel Regiment" (Reggimento cammellato leggero) su 21 ufficiali e 387 uomini era composto da personale proveniente dal 3rd, 4th, 7th, 10th, 11th, 15th, 18th, 20th e 21th Hussars
- Il "Mounted Infantry Camel Regiment" (Reggimento cammellato fanteria montata) su 26 ufficiali e 480 uomini era su personale del 1st South Staffordshire, 1st Gordon Higlanders, 1st Black Watch Highlanders, 1st Royal West Kent, 1st Royal Sussex, 2nd Essex, 2nd Duke of Cornwall's Light Infantry, 1st Somerset Light Infantry, 2nd Connaught Rangers, 1st Royal Scots Fusiliers, 3rd King's Royal Rifle Corps, e Rifle Brigade.

### Le cavalcature
I riferimenti al corpo cammellato sono per la massima in inglese, quindi viene sempre utilizzata la parola camel, che ha il significato tanto di cammello quanto di dromedario, quindi dal testo non è chiaro se si sta parlando di un animale o dell'altro, tuttavia le immagini si riferiscono quasi esclusivamente a dromedari. Considerando anche che nel deserto africano sono più comuni i dromedari dei cammelli si può ritenere che la maggior parte delle cavalcature fossero appunto dromedari.

### La missione nel deserto
I volontari organizzati in Inghilterra, da cui salparono il 26 settembre, arrivando ad Alessandria il 7 ottobre 1884 per raggiungere successivamente il deposto di cammelli predisposto ad Assuan, che avrebbe dovuto fornire le bestie necessarie al trasporto. Tutto il corpo usava i cammelli solo per gli spostamenti, mentre combatteva a piedi. La proporzione nel corpo era di 3500 cammelli per i 2500 uomini del corpo stesso.
La linea di operazioni della colonna di soccorso era vincolata dalla situazione geografica del Sudan, ed in particolare dalla assoluta mancanza di aree in cui fosse possibile trovare cibo o foraggio fuori dalla valle del Nilo, dalla totale mancanza di strade, se si eccettuano le carovaniere attraverso il deserto, e la quasi totale mancanza di acqua nel territorio del Sudan. La via fra l'Egitto e Kartoum può seguire tre itinerari: uno percorrendo il Nilo fino a Korosko, poi attraversando il territorio delimitato dall'ansa del fiume e tornando sul Nilo ad Abou-Hamed, un secondo percorrendo tutto il tragitto seguendo il corso del Nilo ed infine uno arrivando via mare a Suakim e proseguendo via terra per Berber e lungo il Nilo fino a Kartoum.
La linea prescelta inizialmente fu il trasferimento via mare fino a Suakim e successivamente il forzamento (sfruttando una ferrovia da costruire ad hoc) della zona montagnosa, su cui si erano già bloccate le operazioni di Graham a marzo, che separava il Nilo dalla costa, tuttavia il 18 agosto, dopo due mesi dall'annuncio, fu deciso che, date le difficoltà, sarebbe stato scelto il percorso lungo il Nilo e furono iniziati i preparativi per raccogliere mezzi e rifornimenti per permetterne l'utilizzo di questo percorso. Tuttavia, il ritardo nella decisione del percorso della spedizione di soccorso, portò alla necessità di operare sul Nilo nel periodo di magra del fiume (da settembre a giugno).
Il corpo, organizzato al Cairo fu trasferito per ferrovia ad Assiut e proseguì, con un ritardo di un mese per reperire i trasporti, lungo il Nilo su scialuppe, costruite appositamente in Canada con una grave perdita di tempo prezioso, quindi solo il 19 novembre il corpo partì da Wadi Halfa su 800 scialuppe trainate da barche a vapore. Il 16 dicembre il corpo raggiunse l'ansa del Nilo, a 256 km da Abou-Hamed e circa altrettanti da Metemneh, che rappresentava il punto più avanzato sul Nilo della difesa di Gordon.
A Korti il corpo si divise in due colonne, una di 2500 uomini che proseguì lungo il Nilo (South Staffordshire Regiment, Black Watch Regiment, Duke of Cornwall's Regiment, e 19th Hussars), al comando del generale Earle, ed una seconda che invece attraversò il deserto diretta a Gakdul, questa colonna, comandata dal generale Herbert Stewart, era composta dal Guards Camel Regiment, dall'Heavy Camel Regiment, da parte del Mounted Infantry Camel Regiment e da distaccamenti dell'artiglieria, del genio e 2 squadroni del 19° Ussari (montati su cavalli) per un totale di, 98 ufficiali, 1509 uomini, 2778 cammelli (o dromedari), 155 cavalli e 2 muli. Oltre all'armamento individuale la colonna aveva un cannone Gardner a cinque canne, trasportato da quattro cammelli e tre cannoni da montagna smontabili da 7 libbre, trasportati da sei cammelli. Il Reggimento cammellato leggero rimase a Korti con il generale Wolseley.
Il 17 gennaio la colonna del deserto trovò la strada sbarrata da 10000-12000 dervisci ai pozzi di Abu Klea. Stewart organizzò i suoi 1500 uomini in quadrato ed avanzò sul nemico, riuscendo a tenerlo lontano con il fuoco finché non fu attaccato sul retro, dove i cammelli (che comunque non erano montati) ruppero di fronte al fuoco, portando lo scompiglio sulla linea. Il ripristino della linea costò gravi perdite ad entrambe le parti, ma gli ussari presero il controllo dei pozzi locali alle cinque del pomeriggio. La colonna ripartì da Abu Klea, dove aveva lasciato un distaccamento dei Royal Sussex come presidio, dopo una giornata di riposo ed il 19 all'alba, dopo una marcia notturna, trovò un forte corpo nemico fra sé ed il Nilo, 10 km a sud di Metemneh. Tutta la mattinata del 19 fu utilizzata per creare un campo fortificato, da cui la colonna mosse attacco alle 2 del pomeriggio, sconfiggendo una forza di circa 10000 uomini, ma perdendo circa 150 uomini fra morti e feriti, fra cui il generale Stewart che fu gravemente ferito. Il generale Charles Wilson prese allora il comando della colonna. Al tramonto le forze britanniche raggiungevano il Nilo ed il 21 attaccavano Metemneh, a pochi chilometri da Kartoum. Nello stesso giorno venivano inviati in rinforzo alla colonna, tramite barche a vapore, 500 uomini e 5 cannoni egiziani che erano accampati in un'isola a monte di Metemneh.
Il 24 gennaio sir Charles Wilson si mosse da Metemeneh per trasferire a Kartoum gli uomini del Royal Sussex con due barche a vapore che lo avevano raggiunto a Metemneh, ma la barca su cui viaggiava fu danneggiata a monte della seconda cateratta, quindi il 26 fu costretto ad accamparsi con parte delle truppe e 250 egiziani in un'isola sul Nilo, tentando di riparare la barca. Qui venne a sapere che Kartoum era caduta il 28 gennaio, casa che poco dopo poté constatare di persona. Alle barche non restò altro che invertire la rotta per tornare verso Metemneh, tuttavia ripassando la cateratta una affondò e l'altra rimase danneggiata, costringendo i superstiti a cercare rifugio su un'isola. Il recupero avvenne in modo molto fortunoso, con una barca a vapore di stanza a Gubat, che venne danneggiata dal fuoco nemico e riuscì a recuperare sir Charles Wilson ed a riportarlo a Gubat il 6 febbraio.

### La colonna del fiume
La colonna del generale Earle trovò notevoli difficoltà a superare le cateratte del Nilo, dato che si era in piena stagione di basso regime del fiume, il 10 febbraio in uno scontro presso Birti e Kirbekan, la colonna sconfisse un'unità nemica, perdendo però il generale Earle, ucciso dal fuoco nemico. Il comando della colonna fu preso dal Generale Brackenbury. Il 25 febbraio, dopo aver riattraversato il Nilo prendendo posizione sulla riva orientale, la colonna ricette l'ordine di rientrare a Korti.

### La ritirata
La situazione generale non era buona, in quanto le forze di Wolseley erano divise praticamente in tre distaccamenti distanti ognuno circa 250 km uno dall'altro, quindi incapaci di sostenersi a vicenda. La colonna del deserto iniziò la ritirata verso Abu Klea il 13 febbraio, mandando avanti una colonna di malati e feriti, attaccata quando era circa 11 km da Abu Kru (dove si trovava il comando della colonna) e salvata a sera da una colonna della fanteria leggera che da Abu Klea si spostava su Abu Kru. Il resto della colonna del deserto si era ritirato da Gubat ad Abu Klea, che aveva raggiunto il 15 febbraio, dopo aver sabotato le barche a vapore e distrutto tutti i rifornimenti che non era in grado di trasportare, il 22 febbraio, non potendo continuare operazioni offensive per mancanza di rifornimenti, la colonna, dopo aver interrato i pozzi di Abu Klea si ritirò fino a Korti. La marcia fu effettuata combattendo continuamente con le avanguardie nemiche, in condizioni tali che la stampa britannica ritenne miracoloso il rientro. Il 9 marzo l'intero corpo, o meglio i sopravvissuti, si ricongiunse a Korti.
L'unica via di rifornimento per il corpo era lungo il Nilo fino al Cairo, che era distante quasi 2000 km di territorio ostile. La sorte del Corpo Cammellato sarebbe stata segnata, se non fosse comparso un secondo mahdi, Muley Hassan Ali, che, supportato dai dervisci, cominciò a combattere contro Muhammad Ahmad, che morì nel luglio dello stesso anno, quindi le truppe del mahdi rimasero impegnate per il tempo sufficiente al corpo di ritirarsi. Wolseley iniziò la ritirata da Korti il 23 marzo, arrivando infine nel Basso Egitto, dopo una marcia afflitta da tifo, dissenteria e colpi di sole, in maggio Wolesley fu in grado di rientrare a Londra.
Solo dopo 11 anni ad Ondurman l'esercito del Mahdi fu definitivamente sconfitto.

### Sitografia
- (EN)  La colonna del deserto URL consultato in data 02/01/2013